# Moderna Museet Malmö
Moderna Museet Malmö is een museum voor moderne en hedendaagse kunst in het centrum van Malmö, Zweden. Het werd in 2009 geopend en is een deel van het Moderna Museet in Stockholm.

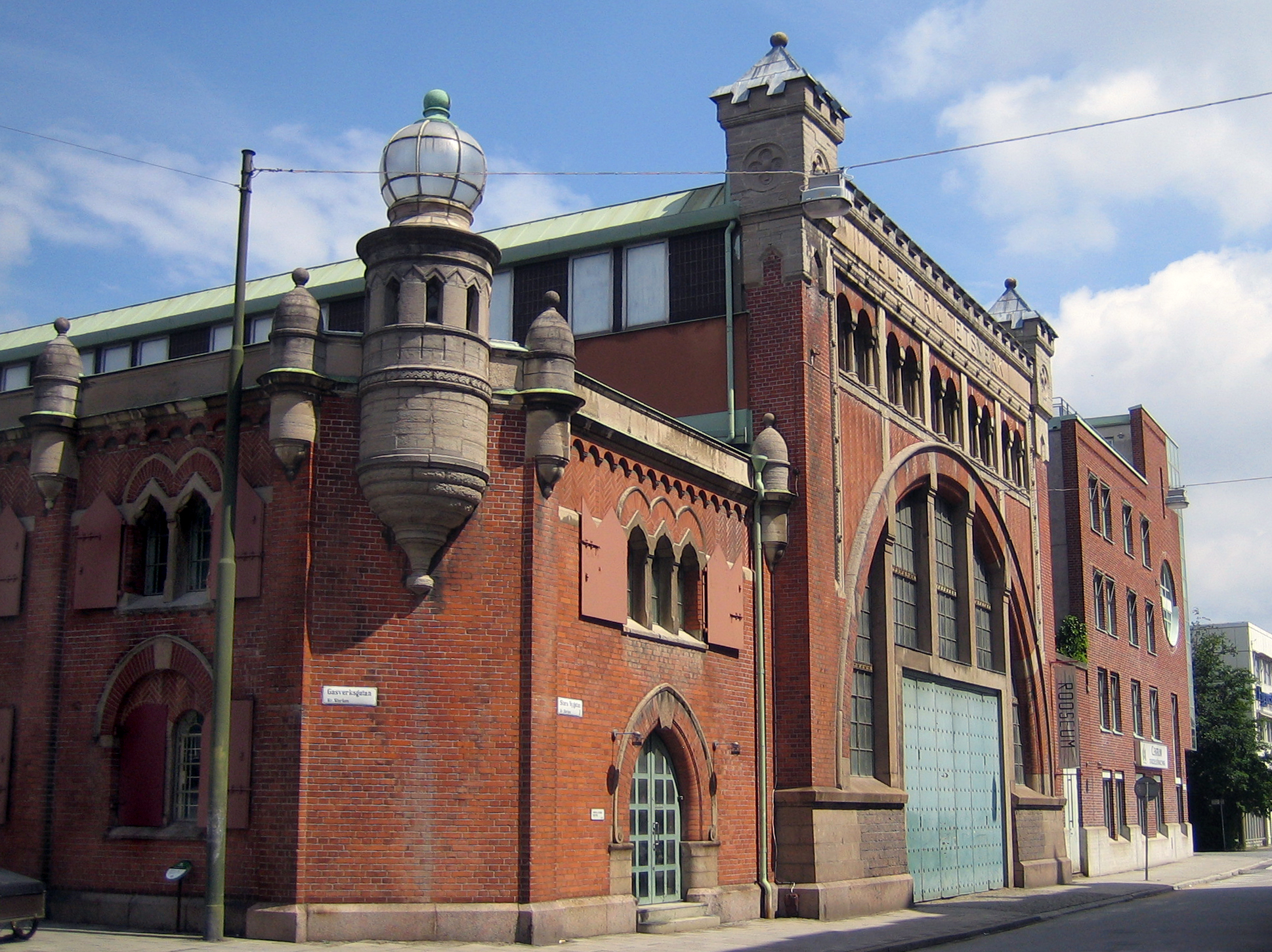
Het Moderna Museet Malmö bevindt zich in een voormalige elektriciteitscentrale.